# LGA 1150

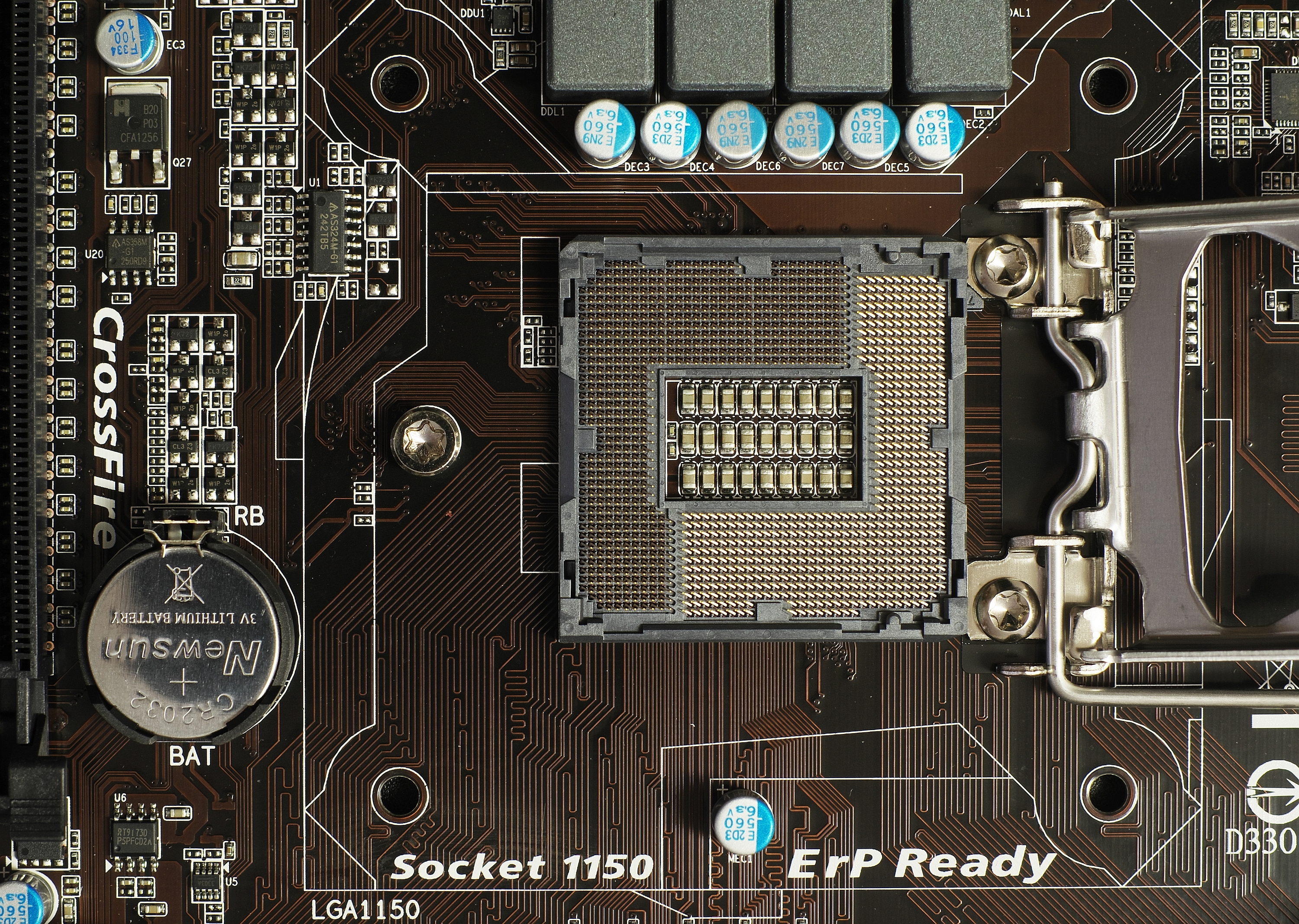
LGA 1150

LGA 1150 är en processorsockel avsedd för stationära datorer, tänkt att ersätta den äldre LGA 1155.
LGA betyder Land Grid Array, vilket innebär att moderkortet inte har hål utan istället pins.